# Извеков, Егор Николаевич
Егор Николаевич Извеков (1803 — 13 апреля 1872) — российский государственный деятель, тайный советник.

## Биография
Вступил в службу 23 сентября 1818 года. Служил в таможне портового управления в Одессе, позднее занимал должности вице-губернатора Витебской (23 апреля 1850—14 октября 1853) и Тверской (14 октября 1853—1 июня 1856) губерний, затем — губернатор Симбирской губернии (1 июня 1856—23 июня 1861).
С 8 июня 1856 года — действительный статский советник. Вышел в отставку 23 июня 1861 года с производством в тайные советники
Был награждён золотой саблей с надписью «за храбрость» и орденами Св. Владимира 4-й степени с бантом и 3-й степени с мечами (1859), Св. Станислава 2-й степени, Св. Анны 3-й степени с бантом и 2-й степени.
Умер 13 (25) апреля 1872 года.

## Семья
Жена — Кассандра Ивановна (умерла 3 ноября 1884), урождённая баронесса фон Гротиус-Форкампф. Их сын: Егор Егорович (1845—1916) — Томский губернатор в 1911—1913 годах.